# Marie Hammer Boda
Marie Hammer Boda (* 27. April 1996) ist eine dänische Schauspielerin.

## Karriere
Boda hatte Rollen in Fernsehserien wie beispielsweise Limbo, Julestjerner oder Kødkataloget. Im Kurzfilm Sekunder (2009) spielte sie die Rolle der Mathilde. Im Horror-Thriller What We Become (2015) verkörperte sie die Sonja. 

## Filmografie (Auswahl)
- 2009: Anna (Kurzfilm)
- 2009: Sekunder (Kurzfilm)
- 2010: 13 (Kurzfilm)
- 2011: Brainy (Kurzfilm)
- 2012: Tabu (Kurzfilm)
- 2012: Limbo (Fernsehserie, 3 Folgen)
- 2012: Julestjerner (Fernsehserie, 4 Folgen)
- 2013: Erbarmen (Kvinden i buret)
- 2013–2014: Kødkataloget (Fernsehserie, 13 Folgen)
- 2014–2015: Heartless (Fernsehserie, 8 Folgen)
- 2015: What We Become (Sorgenfri)
- 2015: Juleønsket (Fernsehserie, 24 Folgen)
- 2016: Tordenskjold & Kold